# Taillis
Pour les articles homonymes, voir Taillis (homonymie).

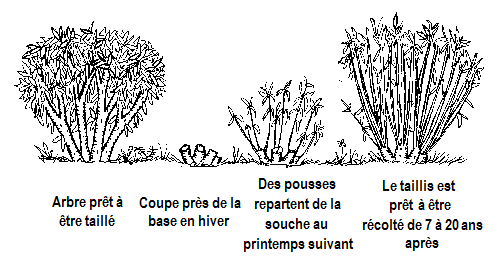
Régime de taillis.

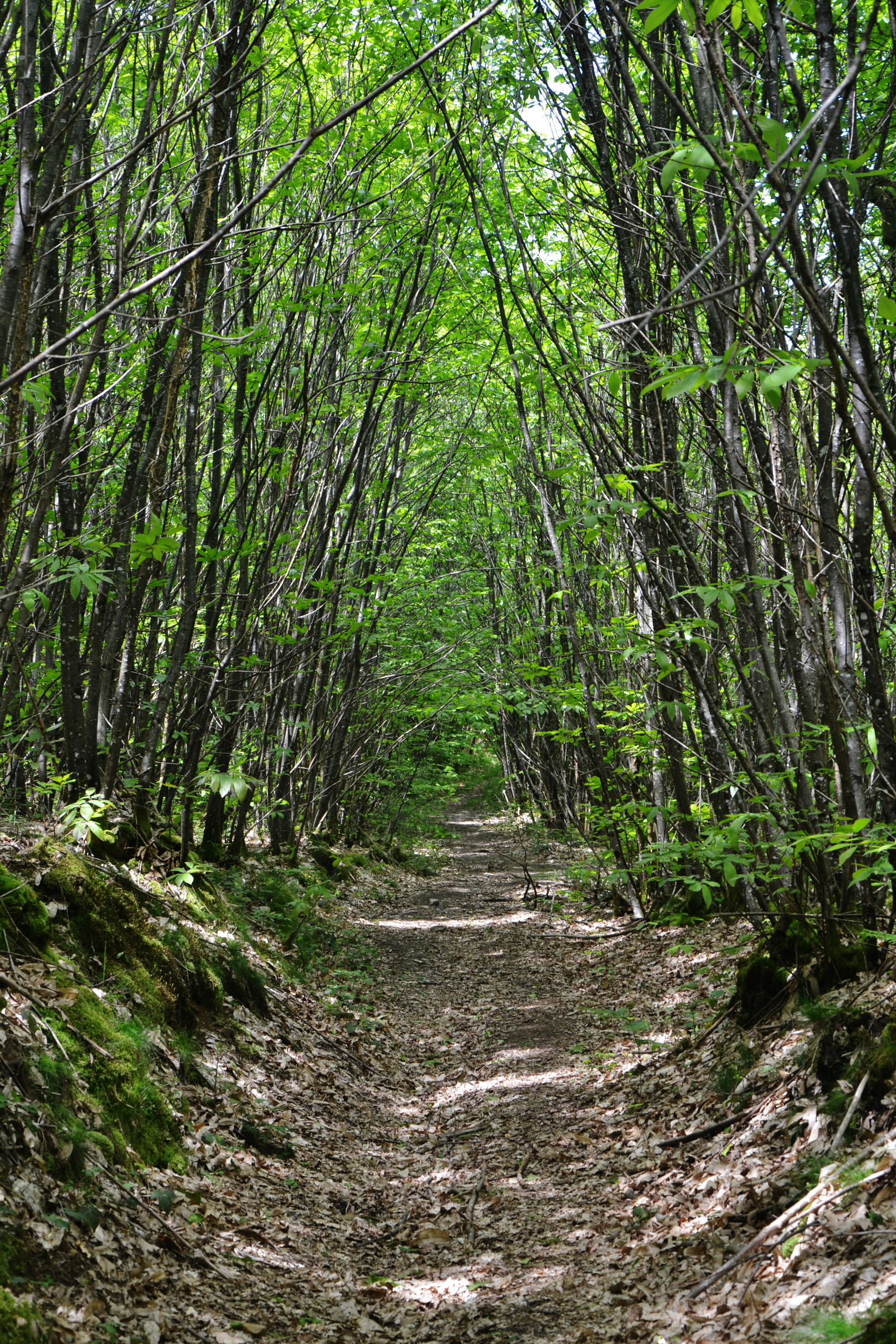
Un taillis de châtaigniers.

Le taillis est un peuplement forestier d'arbres issus de la reproduction végétative d'une souche, où plusieurs bourgeons adventifs ou proventifs ont pu se développer après avoir reçu un apport massif de sève brute, donnant ainsi plusieurs tiges nouvelles (les rejets de souche) ou des drageons, et dont la perpétuation est obtenue par des coupes de rajeunissement.
L'ensemble des tiges d'une même souche se nomme cépée, chaque tige étant appelée brin de cépée. La cépée peut se former naturellement (sureau noir, noisetier, fusain d'Europe…) ou à la suite du recépage (ou recepage) du tronc d'un arbre (châtaignier, hêtre…) ou d'un arbuste, technique consistant à couper ces ligneux  au ras du sol afin de permettre la formation de rejets de souche et parfois de drageons sur les racines traçantes. Par extension, les forestiers emploient l'expression recépage naturel lorsque la souche d'un arbre brisé ou brûlé émet des rejets. Le traitement en taillis est le fait de couper les cépées (recépage) et de les laisser repousser.
Les rejets adventifs (issus d'une différenciation des cellules végétales formant le bourrelet cicatriciel autour de la section après la coupe) ne fournissent souvent que des tiges fragiles, leur adhérence à la souche étant faible. Par contre, les rejets proventifs (issus de bourgeons épicormiques préexistants sur la souche), réveillés par l'afflux de la lumière au-dessous de la section, donnent des tiges souvent mieux assises.
Un taillis atteint sa maturité plus rapidement qu'une futaie (il est récoltable au bout d'environ 15 ans) en raison de son alimentation par un système racinaire important déjà en place, mais pousse moins longtemps et finit par s'épuiser.
La récolte ou non d'un taillis dépend de trois considérations principales : l’essence et le diamètre des arbres, la qualité du sol, et le type de bois voulu par l'agriculteur, les localités ou encore le marché.

## Régime de taillis

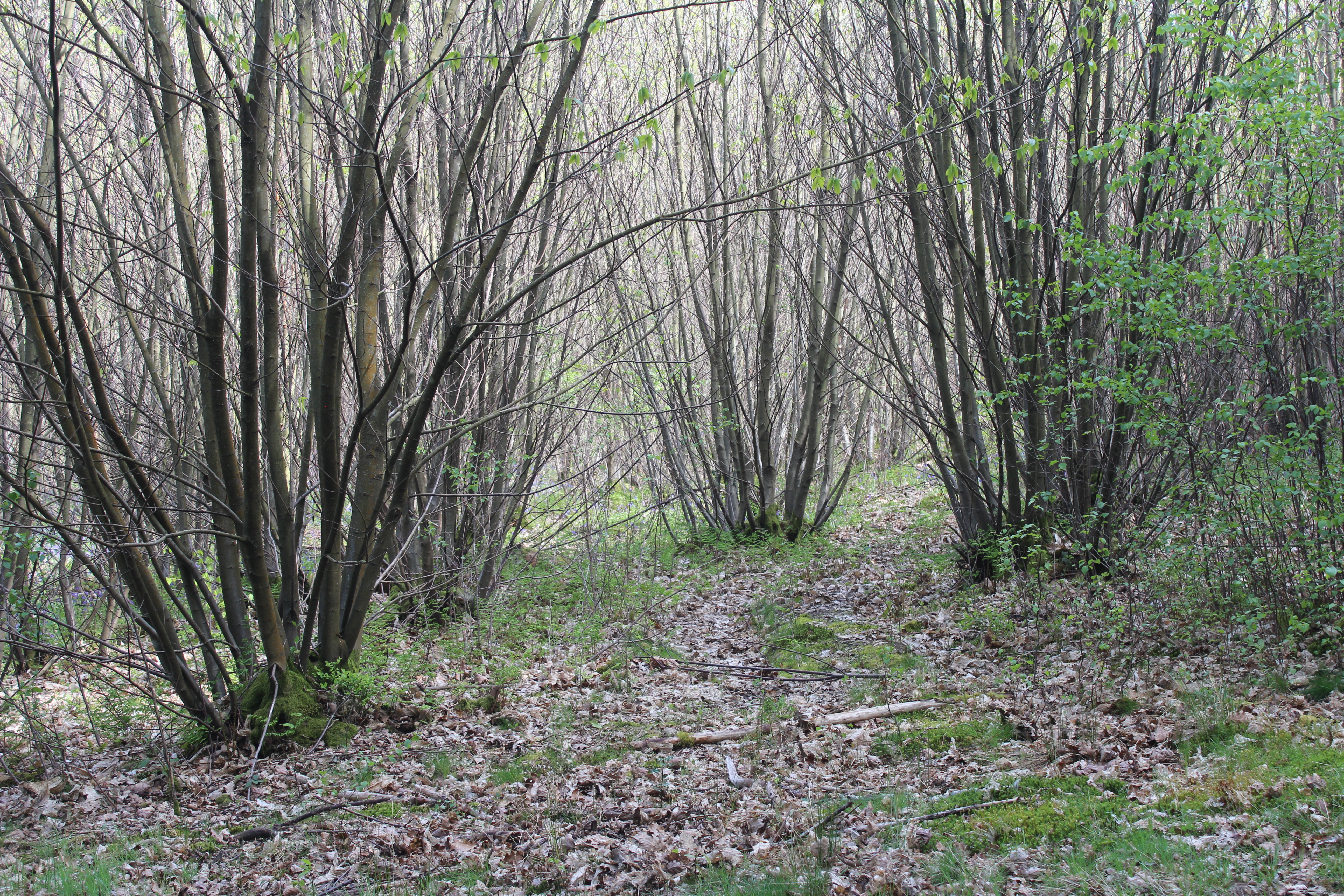
Taillis de châtaigniers dans les environs de Hindhead, Surrey, Angleterre. Ces feuilles sont presque prêtes à être récoltées.

Le régime de taillis est une méthode traditionnelle d'aménagement forestier dans laquelle les rejets des souches de feuillus (les résineux ne donnent généralement pas de rejets) sont régulièrement émondés. Après avoir été coupée, la souche de l'arbre génère des brins. Une fois que les brins ont atteint des dimensions acceptables, on pratique donc une coupe à blanc. De nouveaux brins apparaîtront à nouveau et ce cycle peut être utilisé jusqu’à épuisement de la souche.
Ce type de régime forestier est principalement utilisé pour produire du bois de chauffage et aussi pour faire des meubles.

### Taillis simple et taillis fureté
Pour le taillis simple, tous les brins de même souche sont coupés en même temps. Ils ont donc tous le même âge. Mais il est possible de pratiquer une coupe irrégulière.
Le taillis à courte rotation (TCR) est une variante du mode de traitement sylvicole en « taillis simple ».
Dans les taillis par furetage, on ne récolte que les brins ayant un diamètre suffisant. Les brins trop petits sont laissés jusqu’à ce qu’ils atteignent les dimensions minimales requises. Les brins exploités provoquent des rejets. Sur une même cépée, on peut donc trouver des rejets et des brins d'âge différents.
Typiquement, un taillis est récolté par sections et par révolution. De cette façon tous les ans une récolte est disponible. Ceci a pour effet secondaire de fournir une riche variété d'habitats et donc d'être bénéfique pour la biodiversité, car le taillis a toujours des brins d'âges différents. La période de révolution dépend des espèces coupées, des conditions locales et de l'utilisation à laquelle la production est destinée.

### Taillis normal et taillis perché
Le taillis normal correspond à des arbres en taillis-cépée. Cette « prairie aérienne » constitue un apport de fourrage non négligeable, notamment avec  l'orme, le frêne et le mûrier blanc en montagne ou pendant les périodes de sécheresse estivale. Le taillis perché ou haut taillis (taille régulière des arbres à une certaine hauteur), donnait des arbres têtards et permettait notamment de protéger ces arbres de l'abroutissement et de maximiser la production de glands ou faînes consommés par les porcs, et de fruits. Le bois produit, de petit diamètre (charbonnette), était destiné au charbonnage.

### Daisugi
La technique japonaise du daisugi, développée au XIVe siècle, consiste à tailler les cèdres de Kitayama de façon à multiplier les rejets et de sélectionner uniquement les pousses les plus droites pour les couper ou les replanter,,.

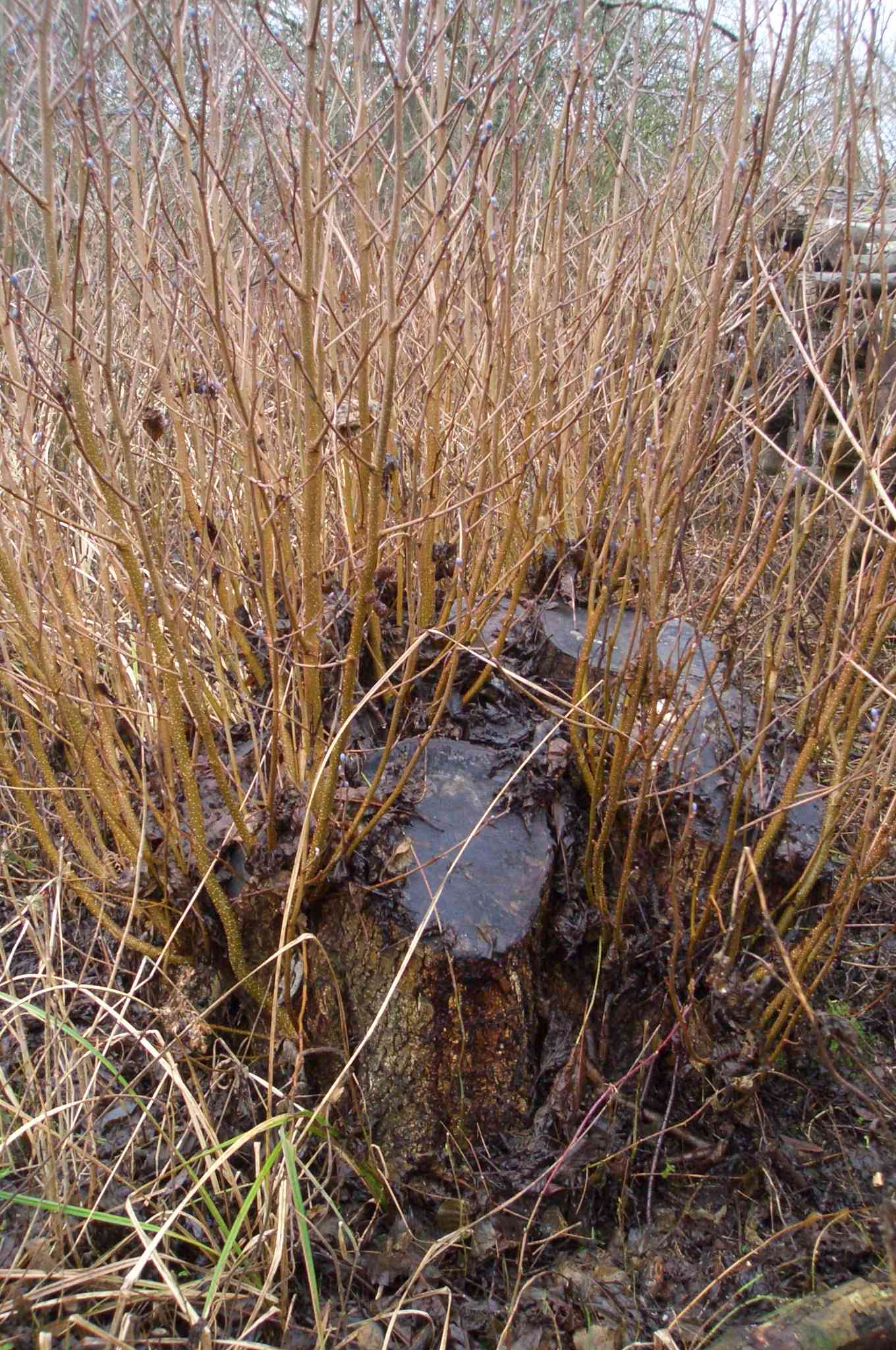
Taillis d'aulne un an après la coupe.
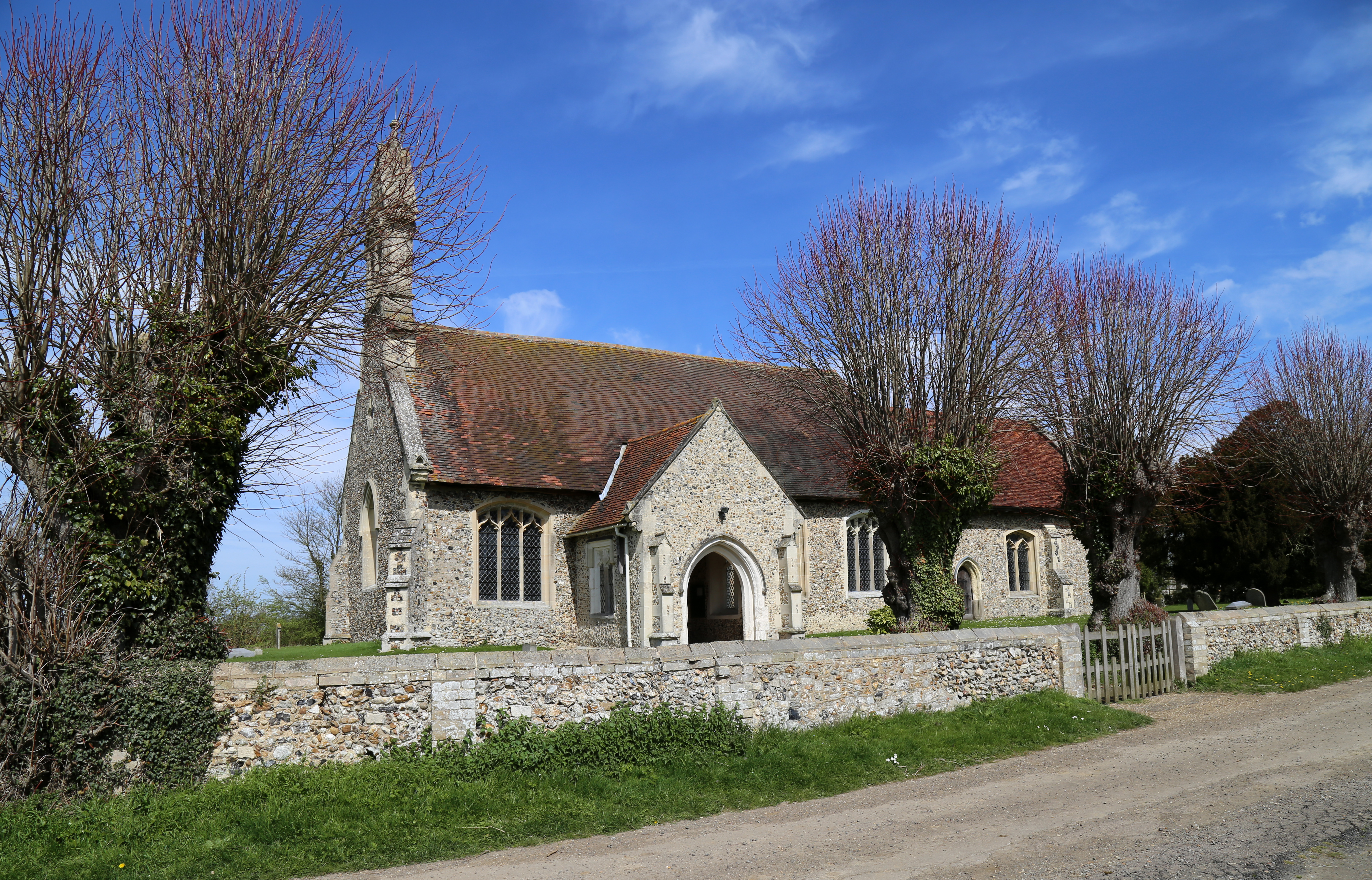
Taillis perché.

## Recépage
Outre le recépage de taillis qui a pour but de former une cépée ou reformer un arbre de haut-jet, cette technique peut concerner les haies (notamment les haies taillées, les haies bocagères), les arbres de vergers ou de jardins, en milieu rural ou en ville. Ces autres recépages ont pour objectif de remplacer des plants cassés, blessés, attaqués par des prédateurs, mal conformés (tordus, fourchus, branchus…), gelés ou calcinés afin de rééquilibrer leur silhouette, une taille de formation étant insuffisante ; mettre en valeur l'écorce décorative de certains végétaux (érable jaspé, bouleau, cerisier, cornouiller sanguin, saule….) ; obtenir des végétaux avec des feuilles surdimensionnées (le recépage annuel des Paulownia ou Catalpa sacrifie la floraison au profit de l'appareil végétatif) ou au contraire plus florifères (recépage de cytise, églantier, lilas des Indes, pivoine arbustive, viorne qui favorise l'appareil reproducteur), ou encore  avec des fleurs plus grosses que le type (buddléia) ; stimuler le développement du système racinaire pour améliorer l'ancrage d'arbres ; favoriser le développement aérien du végétal à une hauteur donnée (formation ou rajeunissement des haies),.

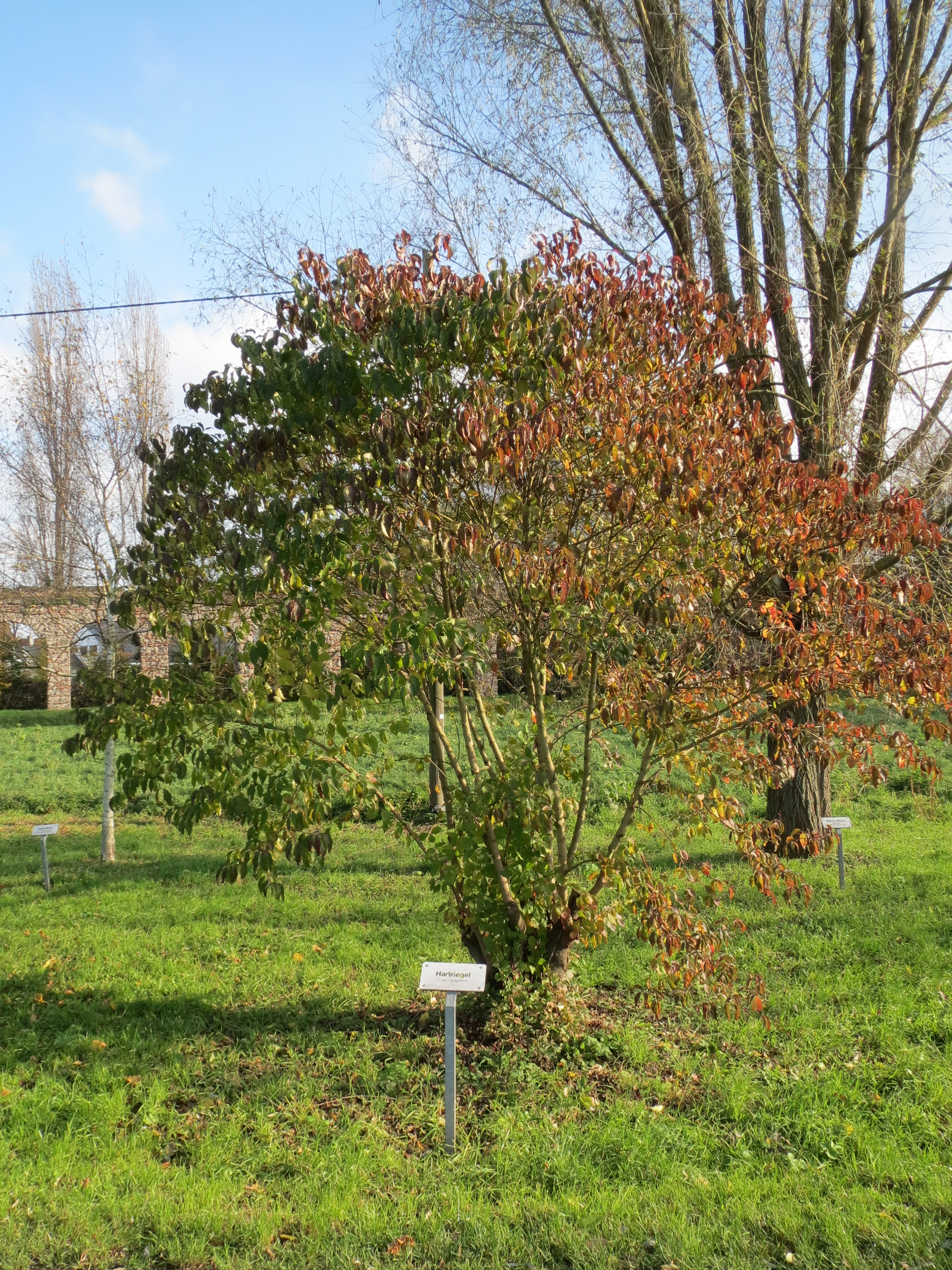
Cornouiller sanguin recépé.
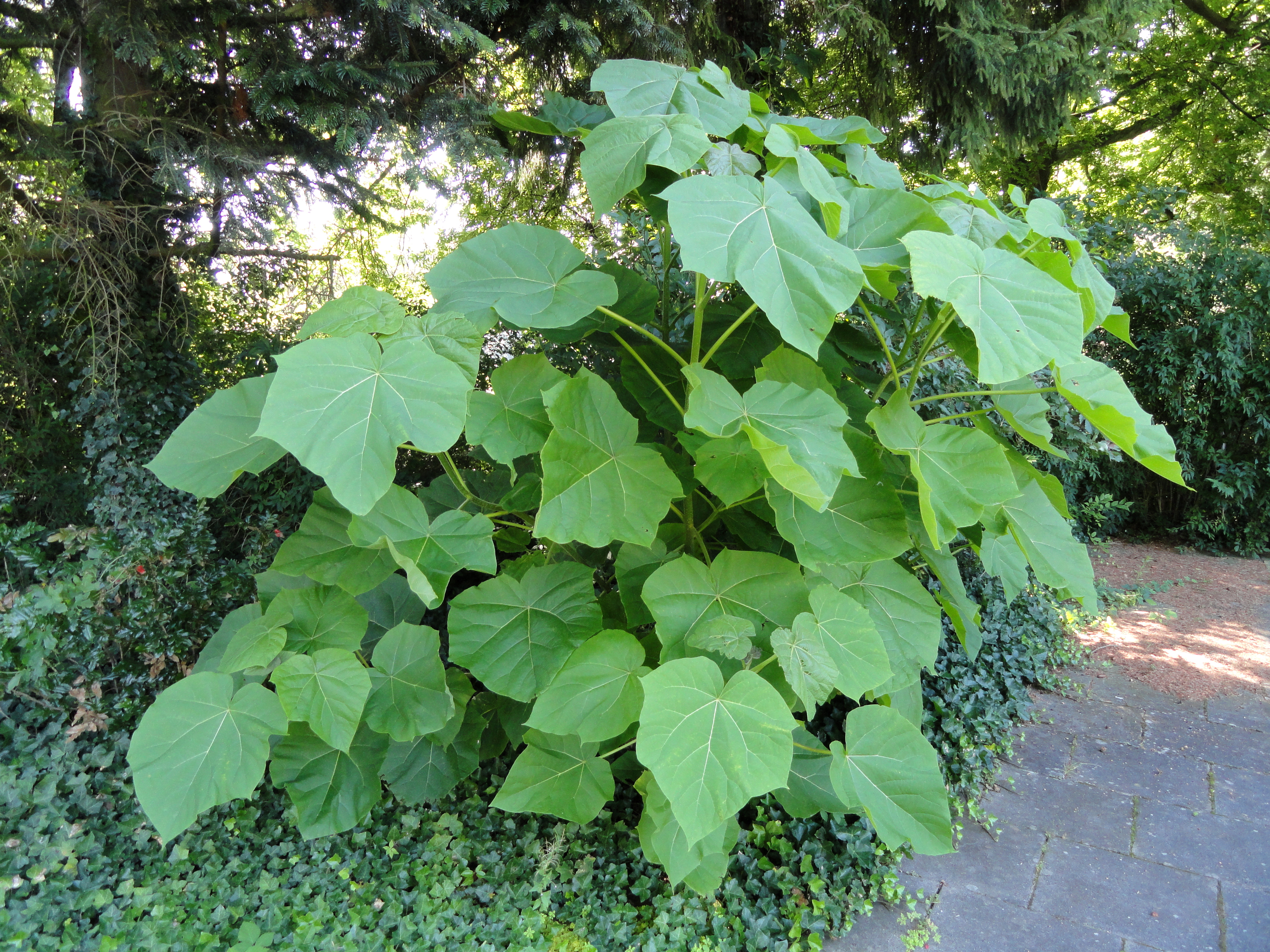
Paulownia tomentosa recépé, avec ses feuilles géantes qui créent un effet tropical surprenant.
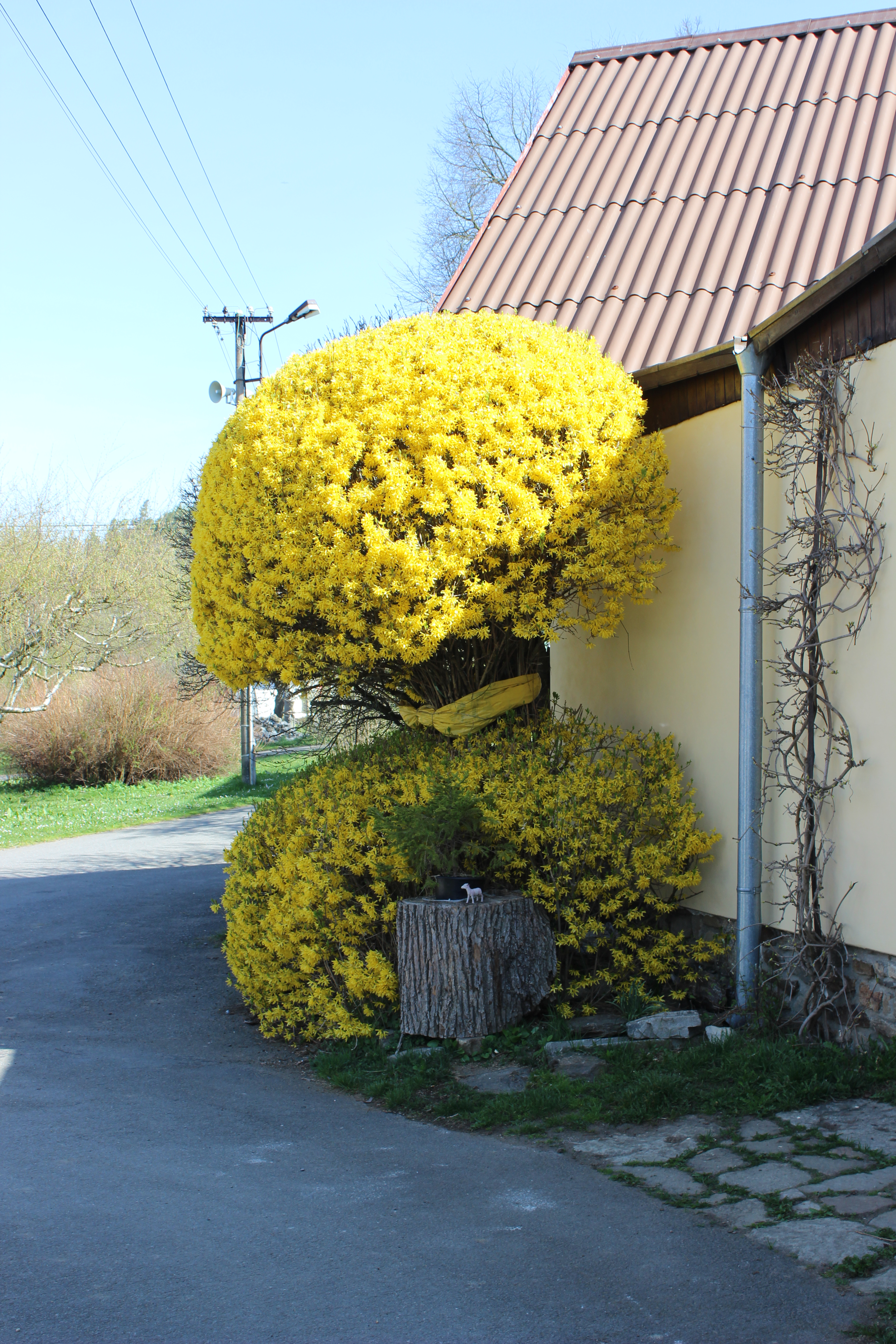
Cytise faux ébénier recépé et taillé.